# Juillan
Juillan település Franciaországban, Hautes-Pyrénées megyében. Lakosainak száma 4019 fő (2022. január 1.). Juillan Ibos, Azereix, Louey, Odos és Tarbes községekkel határos.

## Népesség
A település népességének változása:
| Lakosok száma | 4076 | 4139 | 4222 | 4106 | 4076 | 4045 | 4045 | 4022 | 4019 |
|               | 2013 | 2015 | 2016 | 2017 | 2018 | 2019 | 2020 | 2021 | 2022 |